# Halenia spatulata
Halenia spatulata är en gentianaväxtart som beskrevs av Allen. Halenia spatulata ingår i släktet Halenia och familjen gentianaväxter. Inga underarter finns listade i Catalogue of Life.